# Selección de fútbol de Yemen
La selección de fútbol de Yemen (en árabe: منتخب اليمني لكرة القدم‎) es el equipo representativo del país en las competiciones oficiales. Su organización está a cargo de la Asociación de Fútbol de Yemen, perteneciente a la AFC. 
Su federación de fútbol fue fundada en 1962, y está afiliada a la FIFA desde 1980. Cuando Yemen se encontraba dividido en dos (Yemen del Norte y Yemen del Sur), cada región tenía su seleccionado de fútbol, al igual que Alemania cuando estaba dividida en Alemania Federal y Alemania Democrática. En 1989, cuando las dos partes se reunificaron, los seleccionados locales se disolvieron y se formó un nuevo equipo nacional, el cual se considera el sucesor de Yemen del Norte.
Todavía está lejos de igualar a selecciones como Emiratos Árabes Unidos, Arabia Saudita, Irak, Irán o Catar, pero es un equipo que poco a poco se está empezando a sentir en los torneos asiáticos, ya que a pesar de ser uno de los países más conocido de Medio Oriente, también es uno de los países más pobres del Mundo Árabe, lo cual se refleja en sus representaciones deportivas.
Se destacan los empates frente a Tailandia y Corea del Norte, y la victoria por 3 a 1 frente a Emiratos Árabes Unidos, todos por la clasificación al Mundial de Alemania 2006, del cual, sin embargo, no pudieron llegar a la 2ª ronda de clasificación. 
En las Eliminatorias rumbo al Mundial 2018 lograron sorprender a Pakistán al vencerlos por 3:1 en la ida y empatar a cero en la vuelta. Desafortunadamente para Yemen en la segunda ronda no le fue para nada bien ganando un solo partido ante las Filipinas que no le sirvió para evitar quedar colista del grupo, para la Copa Asiática se vio obligada a jugar la ronda de repechaje, donde se enfrentó a las Maldivas ganando 2-0 ambos partidos lo que dejó a mencionada selección casi eliminada de la copa, también ha logrado sorpresas en amistosos empatando ante Finlandia además de una reciente victoria por 0-3 ante Guam en condición de visitante. Luego venció nuevamente a las Maldivas por 2-0, y fue ubicado en el grupo F junto a Filipinas, Nepal y Tayikistán. Tras obtener 9 puntos y quedar segundo en el grupo con 9 puntos (después de Filipinas con 12), clasificó a la Copa Asiática 2019.

## Estadísticas

### Copa Mundial de Fútbol
| Copa Mundial de Fútbol | Copa Mundial de Fútbol  | Copa Mundial de Fútbol  | Copa Mundial de Fútbol  | Copa Mundial de Fútbol  | Copa Mundial de Fútbol  | Copa Mundial de Fútbol  | Copa Mundial de Fútbol  |
| Año                    | Ronda                   | J                       | G                       | E                       | P                       | GF                      | GC                      |
| ---------------------- | ----------------------- | ----------------------- | ----------------------- | ----------------------- | ----------------------- | ----------------------- | ----------------------- |
| 1930 - 1966            | No existía la selección | No existía la selección | No existía la selección | No existía la selección | No existía la selección | No existía la selección | No existía la selección |
| Como Yemen del Norte   |                         |                         |                         |                         |                         |                         |                         |
| 1970 - 1982            | No participó            | No participó            | No participó            | No participó            | No participó            | No participó            | No participó            |
| 1986                   | No clasificó            | No clasificó            | No clasificó            | No clasificó            | No clasificó            | No clasificó            | No clasificó            |
| 1990                   | No clasificó            | No clasificó            | No clasificó            | No clasificó            | No clasificó            | No clasificó            | No clasificó            |
| Como Yemen             |                         |                         |                         |                         |                         |                         |                         |
| 1994                   | No clasificó            | No clasificó            | No clasificó            | No clasificó            | No clasificó            | No clasificó            | No clasificó            |
| 1998                   | No clasificó            | No clasificó            | No clasificó            | No clasificó            | No clasificó            | No clasificó            | No clasificó            |
| 2002                   | No clasificó            | No clasificó            | No clasificó            | No clasificó            | No clasificó            | No clasificó            | No clasificó            |
| 2006                   | No clasificó            | No clasificó            | No clasificó            | No clasificó            | No clasificó            | No clasificó            | No clasificó            |
| 2010                   | No clasificó            | No clasificó            | No clasificó            | No clasificó            | No clasificó            | No clasificó            | No clasificó            |
| 2014                   | No clasificó            | No clasificó            | No clasificó            | No clasificó            | No clasificó            | No clasificó            | No clasificó            |
| 2018                   | No clasificó            | No clasificó            | No clasificó            | No clasificó            | No clasificó            | No clasificó            | No clasificó            |
| 2022                   | No clasificó            | No clasificó            | No clasificó            | No clasificó            | No clasificó            | No clasificó            | No clasificó            |
| 2026                   | No clasificó            | No clasificó            | No clasificó            | No clasificó            | No clasificó            | No clasificó            | No clasificó            |
| Total                  | 0/23                    | -                       | -                       | -                       | -                       | -                       | -                       |

### Copa Asiática
| Copa Asiática        | Copa Asiática           | Copa Asiática           | Copa Asiática           | Copa Asiática           | Copa Asiática           | Copa Asiática           | Copa Asiática           |
| Año                  | Ronda                   | J                       | G                       | E                       | P                       | GF                      | GC                      |
| -------------------- | ----------------------- | ----------------------- | ----------------------- | ----------------------- | ----------------------- | ----------------------- | ----------------------- |
| 1956 - 1964          | No existía la selección | No existía la selección | No existía la selección | No existía la selección | No existía la selección | No existía la selección | No existía la selección |
| Como Yemen del Norte |                         |                         |                         |                         |                         |                         |                         |
| 1968 - 1980          | No participó            | No participó            | No participó            | No participó            | No participó            | No participó            | No participó            |
| 1984                 | No clasificó            | No clasificó            | No clasificó            | No clasificó            | No clasificó            | No clasificó            | No clasificó            |
| 1988                 | No clasificó            | No clasificó            | No clasificó            | No clasificó            | No clasificó            | No clasificó            | No clasificó            |
| Como Yemen           |                         |                         |                         |                         |                         |                         |                         |
| 1992                 | No participó            | No participó            | No participó            | No participó            | No participó            | No participó            | No participó            |
| 1996                 | No clasificó            | No clasificó            | No clasificó            | No clasificó            | No clasificó            | No clasificó            | No clasificó            |
| 2000                 | No clasificó            | No clasificó            | No clasificó            | No clasificó            | No clasificó            | No clasificó            | No clasificó            |
| 2004                 | No clasificó            | No clasificó            | No clasificó            | No clasificó            | No clasificó            | No clasificó            | No clasificó            |
| 2007                 | No clasificó            | No clasificó            | No clasificó            | No clasificó            | No clasificó            | No clasificó            | No clasificó            |
| 2011                 | No clasificó            | No clasificó            | No clasificó            | No clasificó            | No clasificó            | No clasificó            | No clasificó            |
| 2015                 | No clasificó            | No clasificó            | No clasificó            | No clasificó            | No clasificó            | No clasificó            | No clasificó            |
| 2019                 | Fase de grupos          | 3                       | 0                       | 0                       | 3                       | 0                       | 10                      |
| 2023                 | No clasificó            | No clasificó            | No clasificó            | No clasificó            | No clasificó            | No clasificó            | No clasificó            |
| Total                | 1/18                    | 3                       | 0                       | 0                       | 3                       | 0                       | 10                      |

## Torneos regionales

### Campeonato de la WAFF
| Campeonato de la WAFF | Campeonato de la WAFF | Campeonato de la WAFF | Campeonato de la WAFF | Campeonato de la WAFF | Campeonato de la WAFF | Campeonato de la WAFF | Campeonato de la WAFF |
| Año                   | Ronda                 | J                     | G                     | E                     | P                     | GF                    | GC                    |
| --------------------- | --------------------- | --------------------- | --------------------- | --------------------- | --------------------- | --------------------- | --------------------- |
| 2000                  | No participó          | No participó          | No participó          | No participó          | No participó          | No participó          | No participó          |
| 2002                  | No participó          | No participó          | No participó          | No participó          | No participó          | No participó          | No participó          |
| 2004                  | No participó          | No participó          | No participó          | No participó          | No participó          | No participó          | No participó          |
| 2007                  | No participó          | No participó          | No participó          | No participó          | No participó          | No participó          | No participó          |
| 2008                  | No participó          | No participó          | No participó          | No participó          | No participó          | No participó          | No participó          |
| 2010                  | Semifinales           | 3                     | 1                     | 1                     | 1                     | 5                     | 4                     |
| 2012                  | Fase de grupos        | 3                     | 0                     | 0                     | 3                     | 1                     | 4                     |
| 2014                  | Se retiró             | Se retiró             | Se retiró             | Se retiró             | Se retiró             | Se retiró             | Se retiró             |
| 2019                  | Fase de grupos        | 4                     | 1                     | 1                     | 2                     | 4                     | 5                     |
| 2023                  | Clasificado           | Clasificado           | Clasificado           | Clasificado           | Clasificado           | Clasificado           | Clasificado           |
| Total                 | 4/10                  | 10                    | 2                     | 2                     | 6                     | 10                    | 13                    |

### Copa de Naciones Árabe
| Copa de Naciones Árabe | Copa de Naciones Árabe | Copa de Naciones Árabe | Copa de Naciones Árabe | Copa de Naciones Árabe | Copa de Naciones Árabe | Copa de Naciones Árabe | Copa de Naciones Árabe |
| Año                    | Ronda                  | J                      | G                      | E                      | P                      | GF                     | GC                     |
| ---------------------- | ---------------------- | ---------------------- | ---------------------- | ---------------------- | ---------------------- | ---------------------- | ---------------------- |
| 1963                   | No participó           | No participó           | No participó           | No participó           | No participó           | No participó           | No participó           |
| 1964                   | No participó           | No participó           | No participó           | No participó           | No participó           | No participó           | No participó           |
| 1966                   | Fase de grupos         | 3                      | 0                      | 0                      | 3                      | 2                      | 27                     |
| 1985                   | No participó           | No participó           | No participó           | No participó           | No participó           | No participó           | No participó           |
| 1988                   | No participó           | No participó           | No participó           | No participó           | No participó           | No participó           | No participó           |
| 1992                   | No participó           | No participó           | No participó           | No participó           | No participó           | No participó           | No participó           |
| 1998                   | Se retiró              | Se retiró              | Se retiró              | Se retiró              | Se retiró              | Se retiró              | Se retiró              |
| 2002                   | Fase de grupos         | 4                      | 0                      | 1                      | 3                      | 5                      | 13                     |
| 2009                   | Cancelado              | Cancelado              | Cancelado              | Cancelado              | Cancelado              | Cancelado              | Cancelado              |
| 2012                   | Fase de grupos         | 3                      | 1                      | 0                      | 2                      | 3                      | 7                      |
| Copa Árabe de la FIFA  |                        |                        |                        |                        |                        |                        |                        |
| 2021                   | No clasificó           | No clasificó           | No clasificó           | No clasificó           | No clasificó           | No clasificó           | No clasificó           |
| Total                  | 3/11                   | 10                     | 1                      | 1                      | 8                      | 10                     | 47                     |

### Copa de Naciones del Golfo
| Copa de Naciones del Golfo | Copa de Naciones del Golfo | Copa de Naciones del Golfo | Copa de Naciones del Golfo | Copa de Naciones del Golfo | Copa de Naciones del Golfo | Copa de Naciones del Golfo | Copa de Naciones del Golfo |
| Año                        | Ronda                      | J                          | G                          | E                          | P                          | GF                         | GC                         |
| -------------------------- | -------------------------- | -------------------------- | -------------------------- | -------------------------- | -------------------------- | -------------------------- | -------------------------- |
| 1970 - 2002                | No participó               | No participó               | No participó               | No participó               | No participó               | No participó               | No participó               |
| 2003                       | Fase de grupos             | 6                          | 0                          | 1                          | 5                          | 2                          | 18                         |
| 2004                       | Fase de grupos             | 3                          | 0                          | 1                          | 2                          | 1                          | 6                          |
| 2007                       | Fase de grupos             | 3                          | 0                          | 1                          | 2                          | 3                          | 5                          |
| 2009                       | Fase de grupos             | 3                          | 0                          | 0                          | 3                          | 2                          | 11                         |
| 2010                       | Fase de grupos             | 3                          | 0                          | 0                          | 3                          | 1                          | 9                          |
| 2013                       | Fase de grupos             | 3                          | 0                          | 0                          | 3                          | 0                          | 6                          |
| 2014                       | Fase de grupos             | 3                          | 0                          | 2                          | 1                          | 0                          | 1                          |
| 2017                       | Fase de grupos             | 3                          | 0                          | 0                          | 3                          | 0                          | 8                          |
| 2019                       | Fase de grupos             | 3                          | 0                          | 1                          | 2                          | 0                          | 9                          |
| 2023                       | Fase de grupos             | 3                          | 0                          | 0                          | 3                          | 2                          | 10                         |
| 2024                       | Fase de grupos             | 3                          | 1                          | 0                          | 2                          | 4                          | 5                          |
| 2026                       | Por definir                | Por definir                | Por definir                | Por definir                | Por definir                | Por definir                | Por definir                |
| Total                      | 11/27                      | 36                         | 1                          | 6                          | 29                         | 15                         | 88                         |

## Uniforme

### Local
| 2019 |

### Alternativo
| 2019 |

## Últimos partidos y próximos encuentros
Actualizado al último partido jugado el 25 de marzo de 2025
| Fecha      | Ciudad       | Local           | Resultado | Visitante       | Competencia                      |
| ---------- | ------------ | --------------- | --------- | --------------- | -------------------------------- |
| 17-10-2023 | Colombo      | Sri Lanka       | 1:1       | Yemen           | Eliminatorias Copa Mundial 2026  |
| 16-11-2023 | Abha         | Yemen           | 0:2       | Baréin          | Eliminatorias Copa Mundial 2026  |
| 21-11-2023 | Kathmandu    | Nepal           | 0:2       | Yemen           | Eliminatorias Copa Mundial 2026  |
| 21-03-2024 | Abu Dhabi    | Emiratos Árabes | 2:1       | Yemen           | Eliminatorias Copa Mundial 2026  |
| 26-03-2024 | Al Kobhar    | Yemen           | 0:3       | Emiratos Árabes | Eliminatorias Copa Mundial 2026  |
| 06-06-2024 | Riffa        | Baréin          | 0:0       | Yemen           | Eliminatorias Copa Mundial 2026  |
| 11-06-2024 | Dammam       | Yemen           | 2:2       | Nepal           | Eliminatorias Copa Mundial 2026  |
| 16-11-2024 | Al Khor      | Sri Lanka       | 1:0       | Yemen           | Partido amistoso                 |
| 19-11-2024 | Doha         | Yemen           | 2:0       | Sri Lanka       | Partido amistoso                 |
| 09-12-2024 | Duhail       | Kuwait          | 1:1       | Yemen           | Partido amistoso                 |
| 16-12-2024 | Mascate      | Omán            | 1:0       | Yemen           | Partido amistoso                 |
| 22-12-2024 | Sulaibikhat  | Irak            | 1:0       | Yemen           | Copa del Golfo 2024              |
| 25-12-2024 | Sulaibikhat  | Arabia Saudita  | 3:2       | Yemen           | Copa del Golfo 2024              |
| 28-12-2024 | Sulaibikhat  | Baréin          | 1:2       | Yemen           | Copa del Golfo 2024              |
| 25-03-2025 | Timbu        | Bután           | 0:0       | Yemen           | Clasificación Copa Asiática 2027 |
| 10-06-2025 | Sulaibikhat  | Yemen           | -:-       | Líbano          | Clasificación Copa Asiática 2027 |
| 09-10-2025 | Seri Begawan | Brunéi          | -:-       | Yemen           | Clasificación Copa Asiática 2027 |

## Jugadores

### Última convocatoria
| No. | Pos. | Jugador               | Fecha de nacimiento (edad)         | Apa. | Goles | Club                |
| --- | ---- | --------------------- | ---------------------------------- | ---- | ----- | ------------------- |
| 1   | POR  | Mohamed Aman          | 14 de abril de 1997 (28 años)      | 14   | 0     | Al-Ahli Saná        |
| 22  | POR  | Abdullah Al-Saadi     | 23 de abril de 2002 (23 años)      | 5    | 0     | Sharurah            |
| 23  | POR  | Osama Abdullah Haidar | 27 de febrero de 2002 (23 años)    | 0    | 0     | May 22 Saná         |
|     |      |                       |                                    |      |       |                     |
| 3   | DEF  | Harwan Al-Zubaidi     | 15 de octubre de 1999 (25 años)    | 14   | 2     | Al-Zawraa           |
| 4   | DEF  | Hamza Al-Rimi         | 12 de febrero de 2002 (23 años)    | 17   | 0     | Al-Talaba           |
| 5   | DEF  | Amr Talal             | 1 de enero de 1997 (28 años)       | 1    | 0     | Al-Wehda Aden       |
| 6   | DEF  | Rami Al-Wasmani       | 1 de febrero de 1997 (28 años)     | 7    | 0     | Al-Ahli Saná        |
| 12  | DEF  | Mamdooh Bin Agag      | 29 de mayo de 2003 (22 años)       | 5    | 0     | Al-Sha'ab Hadramaut |
| 13  | DEF  | Ahmed Nasser          |                                    | 1    | 0     | Al-Shula            |
| 19  | DEF  | Radhawan Al-Hubaishi  | 3 de julio de 1993 (31 años)       | 9    | 0     | Al-Ramadi           |
| 24  | DEF  | Ali Al-Dugin          | 2 de mayo de 2003 (22 años)        | 2    | 0     | Al-Wehda Aden       |
| 26  | DEF  | Hamzah Al-Surabi      | 7 de mayo de 2003 (22 años)        | 2    | 0     | Al Yarmuk Al Rawda  |
|     |      |                       |                                    |      |       |                     |
| 2   | MED  | Ahmed Al-Khamisi      | 10 de septiembre de 2003 (21 años) | 0    | 0     | EFC '58             |
| 7   | MED  | Nasser Al-Gahwashi    | 24 de mayo de 1999 (26 años)       | 30   | 3     | Zakho               |
| 8   | MED  | Anes Al-Maari         | 9 de enero de 2000 (25 años)       | 16   | 0     | Al-Gharraf          |
| 10  | MED  | Mohammed Al-Najjar    | 8 de abril de 1997 (28 años)       | 7    | 0     | Newroz              |
| 14  | MED  | Mohammed Al-Tiri      | 4 de febrero de 2000 (25 años)     | 11   | 0     | Al-Wehda Saná       |
| 15  | MED  | Osama Anbar           | 20 de enero de 1995 (30 años)      | 15   | 0     | Al-Minaa            |
| 16  | MED  | Omar Al-Golan         |                                    | 5    | 0     | Al-Tilal Aden       |
| 17  | MED  | Abdul Majeed Sabarah  | 22 de agosto de 2000 (24 años)     | 13   | 2     | Diyala              |
| 25  | MED  | Tareq Shihab          | 7 de marzo de 2001 (24 años)       | 1    | 0     | HK Kópavogur        |
|     |      |                       |                                    |      |       |                     |
| 9   | DEL  | Omar Al-Dahi          | 15 de diciembre de 1999 (25 años)  | 30   | 4     | Al-Karma            |
| 11  | DEL  | Abdulwasea Al-Matari  | 4 de julio de 1994 (30 años)       | 68   | 11    | Sitra               |
| 18  | DEL  | Abdulaziz Masnom      | 6 de febrero de 2006 (19 años)     | 2    | 0     | Al-Orobah           |
| 20  | DEL  | Hamzah Mahross        | 5 de mayo de 2004 (21 años)        | 11   | 1     | Al-Ahli Saná        |
| 21  | DEL  | Kassem Al-Sharafi     | 15 de octubre de 2004 (20 años)    | 3    | 0     | Al-Wehda Saná       |

## Entrenadores
- Zaki Osman (1970)[2]
- Alan Gillett (1977)[3]
- Timur Segizbayev (1979–1982)[4][5]
- Dr. Azzam Khalifa 1 (1989–1990)[6]
- Luciano de Abreu (1993–1994)[7][8]
- Ali Saleh Abad (1996)[9]
- Omar Bashami (1996)[10]
- Mojahed Al Saraha (1997)[11]
- Hazem Jassam (1997)[12][13]
- Salem Abdel Rahman (1997)[12]
- Hazem Jassam (1997–1999)[10]
- Roberto Fernandes (1999)[14][15]
- Zoran Đorđević (1999–2000)[10][16]
- Luciano de Abreu (2000–2002)[8][17]
- Mahmoud Abou-Regaila (2002)[17][18]
- Torsten Spittler (2002)[18][19]
- Abdullah Saqr Baamer (2002)[20]
- Hazem Jassam (2002–2003)[21][22]
- Ahmed Ali Qasem (2003)[23]
- Milan Živadinović (2003–2004)[24]
- Amine Al-Sunaini (2004)[25]
- Rabah Saâdane (2004–2005)[26]
- Ahmed Alraay (2006)[27]
- Mohsen Saleh (2006–2009)[28]
- Hamza Al Jamal (2009)
- Sami Hasan Al Nash (2009)
- Srećko Juričić (2009–2010)[29][30]
- Amine Al-Sunaini (2010–2012)
- Sami Hasan Al-Nash (2012)
- Tom Saintfiet (2012–2013)[31][32]
- Sami Hasan Al-Nash (2013)
- Vladimir Petrović (2013–2014)
- Miroslav Soukup (2014–2015)
- Amine Al-Sunaini (2015–2016)[33]
- Ahmed Ali Qasem (2016)[33]
- Abraham Mebratu (2016–2018)[34]
- Ján Kocian (2018–2019)
- Sami Hasan Al-Nash (2019–2021)[35][36]
- Ahmed Ali Qasem (2021)[37]
- Nenad Nikolić (2021–2022)
- Amin Al-Sanini (2022)
- Adel Amrouche (2022)[38]
- Miroslav Soukup (2022-2024)[39]
- Noureddine Ould Ali (2024)[40]

Notas
- Dr. Azzam Khalifa fue el primer entrenador de Yemen reunificado.[41]